# Doo-Bop
Doo-Bop je poslední studiové album amerického trumpetisty Milese Davise. Nahráno bylo v roce 1991 a jeho název vznikl spojením názvů žánrů „doo-wop“ a „bee-bop“. Davis v září 1991 zemřel a stihl dokončit pouze šest skladeb pro album. Producent Easy Mo Bee následné skladby doplnil o nikdy nevydané trumpetové party. Album vyšlo v polovině roku 1992 u vydavatelství Warner Bros. Records a v následujícím roce bylo oceněno cenou Grammy. Jde o jeho první album, které bylo nahráno s hiphopovým producentem a žánr je označován jako jazz rap.

## Seznam skladeb
| Pořadí | Název             | Délka |
| ------ | ----------------- | ----- |
| 1.     | Mystery           | 3:55  |
| 2.     | The Doo-Bop Song  | 5:00  |
| 3.     | Chocolate Chip    | 4:38  |
| 4.     | High Speed Chase  | 4:41  |
| 5.     | Blow              | 5:06  |
| 6.     | Sonya             | 5:31  |
| 7.     | Fantasy           | 4:35  |
| 8.     | Duke Booty        | 4:55  |
| 9.     | Mystery (Reprise) | 1:29  |